# 本田寿賀
本田 寿賀（ほんだ すが、結婚後の姓は陸奥（むつ）、1925年（大正14年）1月28日 - 1985年（昭和60年）6月12日）は、元NHKアナウンサー。

## 経歴
千葉県君津郡生まれ。日本女子大学卒業。1946年、NHKに一般職員として入社後、同年戦後初のアナウンサー試験に合格、17期アナウンサーとなる。同期は野村泰治、のちに橋本登美三郎夫人となった後藤美也など。1953年1月2日放送の『第3回NHK紅白歌合戦』では、朗読の実績を買われて紅組司会に起用された。『NHK紅白歌合戦』でNHKアナウンサーが紅組司会を務めるのは本田が初めてだった。1956年7月から1961年8月まで大阪中央放送局勤務を経て再び東京勤務に戻る。1964年東京オリンピックでの実況中継を希望していたが、1962年に陸奥イアン陽之助との結婚で退社した。
1985年6月12日、すい臓がんのため、国立がんセンターで死去。葬儀は結婚式も行った霊南坂教会で執り行われた。
アナウンサーとしての前半生を中心としたその生涯については、早瀬圭一『過ぎし愛のとき―淑女の履歴書』（1990年、文藝春秋、ISBN 978-4163443003） の中の「『伯爵夫人』本田寿賀」に詳しい。

## 人物
NHKのアナウンサーの先輩高橋圭三は「実人生はタレントのように自分を前へ前へと押し出していたが、いったんマイクの前に立つと、不思議にそれが消えた」と評している。また、NHK時代の後輩下重暁子によると「おしゃれで豪快な女性だった」とのことである。なお、下重は結婚後の陽之助と寿賀から、陽之助の両親にあたる陸奥廣吉とエセルの日記（英文）を見る機会を得て、寿賀没後にも取材を重ねて『純愛―エセルと陸奥広吉』（1994年、講談社）を執筆した。